# Andreas Brandhorst
Andreas Brandhorst, né le 26 mai 1956 à Rahden, est un traducteur et auteur de fantasy et de science-fiction allemand.
Il a écrit sous les pseudonymes de Thomas Lockwood et Andreas Weiler.

## Biographie
Andreas Brandhorst est né en 1956 à Sielhorst, Rahden. Il s'est fait connaître en Allemagne grâce à ses romans du cycle du Kantaki-Universum (Univers Kantaki) et comme auteur des séries Die Terranauten (Les Terranautes) et Perry Rhodan.
À la fin des années 1980 et au début des années 1990, il a beaucoup travaillé comme traducteur. Ses traductions les plus connues sont celles des romans du Disque-monde de Terry Pratchett et de la série Star Trek en allemand.
Sa nouvelle Die Planktonfischer (Les Pêcheurs de plancton) a obtenu le prix Kurd-Laßwitz en 1983.

## Œuvres
(liste non exhaustive)

### Romans
- Kantaki Serie (Cycle de Kantaki)
  - (de) Diamant, 2004
  - Le Métamorphe ((de) Der Metamorph, 2004)
  - La Guerre temporelle ((de) Der Zeitkrieg, 2005)
- Trilogie Im Zeichen der Feuerstraße (Sous le signe de la voie de feu)
  - Sécheresse ((de) Dürre, 1988)
  - Inondation ((de) Flut, 1988)
  - Glace ((de) Eis, 1988)
- Série des romans d'aventures tirés de l'univers de L'Œil noir :
  - L'Épée d'airain ((de) Das eherne Schwert, 1985)
- Série Perry Rhodan :
  - Exode des générations ((de) Exodus der Generationen - Perry Rhodan - Lemuria 3, 2004)
  - La Sphère des décombres ((de) Die Trümmersphäre - Perry Rhodan - Pan-Thau-Ra 2, 2005)
- Le Parasite du réseau ((de) Der Netzparasit, 1983)
- Ombres du moi ((de) Schatten des Ichs, 1983)
- Dans les villes, dans les temples ((de) In den Städten, in den Tempeln, 1984)Écrit avec Horst Pukallus.
- Avis de tempête sur la Lune ((de) Mondsturmzeit, 1984)
- La Conjuration de Gilgam ((de) Verschwörung auf Gilgam, 1984)
- La Planète des montagnes mobiles ((de) Planet der wandernden Berge, 1985)
- Le Pouvoir des rêves ((de) Die Macht der Träume, 1991)